# Лукан (Міннесота)
Лукан (англ. Lucan) — місто (англ. city) в США, в окрузі Редвуд штату Міннесота. Населення — 214 особи (2020).

## Географія
Лукан розташований за координатами 44°24′37″ пн. ш. 95°24′47″ зх. д. / 44.41028° пн. ш. 95.41306° зх. д. (44.410183, -95.412945).  За даними Бюро перепису населення США в 2010 році місто мало площу 0,98 км², з яких 0,98 км² — суходіл та 0,00 км² — водойми.

## Демографія
Згідно з переписом 2010 року, у місті мешкала 191 особа в 92 домогосподарствах у складі 48 родин. Густота населення становила 195 осіб/км².  Було 110 помешкань (112/км²).
Расовий склад населення:
| - 99,5 % — білих - 0,5 % — корінних американців |

До двох чи більше рас належало 0,0 %. Частка іспаномовних становила 0,5 % від усіх жителів.
За віковим діапазоном населення розподілялося таким чином: 24,6 % — особи молодші 18 років, 59,2 % — особи у віці 18—64 років, 16,2 % — особи у віці 65 років та старші. Медіана віку мешканця становила 40,4 року. На 100 осіб жіночої статі у місті припадало 105,4 чоловіків;  на 100 жінок у віці від 18 років та старших — 102,8 чоловіків також старших 18 років.
Середній дохід на одне домашнє господарство  становив 57 703 долари США (медіана — 48 750), а середній дохід на одну сім'ю — 76 770 доларів (медіана — 73 750). За межею бідності перебувало 11,4 % осіб, у тому числі 6,4 % дітей у віці до 18 років та 5,6 % осіб у віці 65 років та старших.
Цивільне працевлаштоване населення становило 82 особи. Основні галузі зайнятості: виробництво — 19,5 %, роздрібна торгівля — 13,4 %, освіта, охорона здоров'я та соціальна допомога — 12,2 %.